# Elymus yukonensis
Elymus yukonensis är en gräsart som först beskrevs av Frank Lamson Scribner och Elmer Drew Merrill, och fick sitt nu gällande namn av Áskell Löve. Elymus yukonensis ingår i släktet elmar, och familjen gräs. Inga underarter finns listade i Catalogue of Life.